# غطاس (اسم)
غطاس هو اسم علم مذكر من أصل عربي، ومعناه هو جاء على صيغة المبالغة من غاطس الكثير الغطس الغواص ولاسيما على الل الئ.

## شخصيات تحمل الاسم
- غطاس خوري (سياسي لبناني، 1952 – )
- غطاس مقدسي الياس (1911 – )

## وصلات خارجية
- موسوعة السلطان قابوس لأسماء العرب نسخة محفوظة 5 أبريل 2019 على موقع واي باك مشين.